# Автошлях О 020405
Автошля́х О 020405 — автомобільний шлях довжиною 17.4 км, обласна дорога місцевого значення в Вінницькій області. Пролягає по Гайсинському району від села Куна до села Степашки.